# Élimination et mise en main
Dans le jeu de bridge une manœuvre d'élimination et mise en main est une technique de jeu qui consiste à s'arranger pour qu'au moment où l'on rend la main à un adversaire, celui-ci soit obligé de revenir dans une couleur où il vous livre une ou plusieurs levées. Plus concrètement, il s'agit de jouer suffisamment de fois dans chacune des couleurs où l'on ne souhaite pas un retour afin que le joueur qui prendra la main plus tard n'ait plus aucune carte de sortie sans danger.
Les techniques d'élimination et mise en main et de Squeeze sont parfois regroupées sous une dénomination générique : Fin de coup.

## Hypothèses de nécessité
Souvent (mais pas toujours), la réussite d'une élimination mise en main dépendra du nombre de cartes que chaque joueur détient précisément dans chaque couleur et de quel adversaire pourra remporter le pli de remise en main. Selon la sévérité des hypothèses de nécessité que vous devrez formuler pour la réussite de cette technique et la 'vision' des mains que vous ont procuré les enchères et le jeu de la carte jusqu'à ce moment, il se peut que les chances de réussite de cette technique soient supérieures aux chances d'une simple impasse. Cette technique peut même parfois donner 100 % (ou presque 100 %) de chances de réussite. 

## Exemple
| ♠ | A D 10 8 6 |
| ♥ | R 3 2      |
| ♦ | 4 3 2      |
| ♣ | A V        |

| ♠ |
| ♥ |
| ♦ |
| ♣ |

| ♠ |
| ♥ |
| ♦ |
| ♣ |

| ♠ | R V 9 7 |
| ♥ | A V 4   |
| ♦ | A R D 5 |
| ♣ | 4 3     |

| ♠ | A D 10 8 6 |
| ♥ | R 3 2      |
| ♦ | 4 3 2      |
| ♣ | A V        |

| ♠ |
| ♥ |
| ♦ |
| ♣ |

| ♠ |
| ♥ |
| ♦ |
| ♣ |

| ♠ | R V 9 7 |
| ♥ | A V 4   |
| ♦ | A R D 5 |
| ♣ | 4 3     |

| ♠ | A D 10 8 6 |
| ♥ | R 3 2      |
| ♦ | 4 3 2      |
| ♣ | A V        |

| ♠ |
| ♥ |
| ♦ |
| ♣ |

| ♠ |
| ♥ |
| ♦ |
| ♣ |

| ♠ | R V 9 7 |
| ♥ | A V 4   |
| ♦ | A R D 5 |
| ♣ | 4 3     |

| ♠ | A D 10 8 6 |
| ♥ | R 3 2      |
| ♦ | 4 3 2      |
| ♣ | A V        |

| ♠ |
| ♥ |
| ♦ |
| ♣ |

| ♠ |
| ♥ |
| ♦ |
| ♣ |

| ♠ | R V 9 7 |
| ♥ | A V 4   |
| ♦ | A R D 5 |
| ♣ | 4 3     |

Pour réussir son contrat de 6♠ sur entame du Roi♣, un joueur moyen en Sud pourrait prendre de l'A♣, tirer les ♠, puis ARD♦ et puis, si les carreaux ne sont pas répartis 3-3, remonter au mort au R♥ pour tenter l'impasse à la D♥ en guise de dernière chance. En tout état de cause, Sud concèdera la 13e levée. Cette ligne de jeu serait d'ailleurs la meilleure ligne si Sud jouait 6SA.
Il y a cependant mieux à faire :
Sud prend de l'A♣, tire les ♠ adverses en espérant une répartition 2-2 ou 3-1, puis tire 3 fois ♦.
- Si les ♦ sont répartis 3-3, il assure son contrat en faisant la levée du 4e ♦.
- Sinon, il coupe le 5 de ♦ au mort, ce qui ne lui rapporte pas de levée (coupe de la main longue), mais a permis d'éliminer les ♦. Il joue alors ♣ pour mettre en main Ouest ! Si, comme l'entame semble l'indiquer, Ouest possède la D♣, celui-ci prendra le pli et reviendra : 
  - soit à ♥ en livrant la D♥,
  - soit à ♦ ou à ♣ en coupe et défausse : le déclarant coupe du mort et défausse le V de cœur de sa main.

Si, contre toute attente, Est possède la D♣ ou si les ♠ sont répartis 4-0 (et que Ouest trouve le retour ♣), Sud devra alors se rabattre sur la ligne de jeu décrite plus haut .   
Il est primordial de tirer les ♠ et les ♦ adverses (élimination) avant de jouer ♣ (remise en main) afin d'obliger le flanc à rejouer dans l'une des couleurs souhaitées par le déclarant, ♣, ♦ ou ♥. 